# Szent Palamon
Szent Palamon, más írásmóddal Palemon vagy Palamosz (? – Tabennisz, 325/330 körül) szentként tisztelt ókeresztény egyiptomi remete, az ún. sivatagi atyák egyike.
Palamon egyike az első név szerint ismert Felső-egyiptomi remetéknek. Valószínűleg a Diocletianus római császár alatti keresztényüldözéskor hagyta el a világot, és költözött ki a sivatagba. Idővel felkereste őt Szent Pakhomiosz, és a tanítványa lett a böjtölésben, virrasztásban, folyamatos imádkozásban és a kétkezi munkában. Palamon Tabenniszben hunyt el 325/330 táján. A katolikus és ortodox kereszténység szentként tiszteli és január 11-én, illetve néhány helyen augusztus 12-én üli ünnepét.